# Дифторбензол
Дифторбензол — безбарвна рідина із характерним запахом, добре розчиняється у звичайних органічних розчинниках, не розчиняється у воді. Температура кипіння 72-86 С.
Точкові групи та їх незвідні представлення молекул n-дифторбензолу й дейтерованого n-дифторбензолу.
У обох груп кожна з операцій утворює клас, тому початкова група має вісім незвідних представлень, а група {\displaystyle C_{2h}} з нижчою симетрією — лише 4.
| {\displaystyle D_{2h}} | {\displaystyle E} | {\displaystyle C_{2}^{(z)}} | {\displaystyle C_{2}^{y}} | {\displaystyle C_{2}^{x}} | {\displaystyle i} | {\displaystyle \sigma ^{(xy)}} | {\displaystyle \sigma ^{(xz)}} | {\displaystyle \sigma ^{(yz)}} |
| ---------------------- | ----------------- | --------------------------- | ------------------------- | ------------------------- | ----------------- | ------------------------------ | ------------------------------ | ------------------------------ |
| {\displaystyle A_{g}}  | 1                 | 1                           | 1                         | 1                         | 1                 | 1                              | 1                              | 1                              |
| {\displaystyle A_{u}}  | 1                 | 1                           | 1                         | 1                         | -1                | -1                             | -1                             | -1                             |
| {\displaystyle B_{1g}} | 1                 | 1                           | -1                        | -1                        | 1                 | 1                              | -1                             | -1                             |
| {\displaystyle B_{1u}} | 1                 | 1                           | -1                        | -1                        | -1                | -1                             | 1                              | 1                              |
| {\displaystyle B_{2g}} | 1                 | -1                          | 1                         | -1                        | 1                 | -1                             | 1                              | -1                             |
| {\displaystyle B_{2u}} | 1                 | -1                          | 1                         | -1                        | -1                | 1                              | -1                             | 1                              |
| {\displaystyle B_{3g}} | 1                 | -1                          | -1                        | 1                         | 1                 | -1                             | -1                             | 1                              |
| {\displaystyle B_{3u}} | 1                 | -1                          | -1                        | 1                         | -1                | 1                              | 1                              | -1                             |

Якщо з таблиці видалити операції {\displaystyle C_{2}^{(x)},\,C_{2}^{(y)},\,\sigma ^{(xz)},\,\sigma ^{(yz)},} втрачається відмінність:
- між незвідними представленнями {\displaystyle A_{g}} та {\displaystyle B_{1g}} (характери усіх операцій тепер дорівнюють +1) представлення є повносиметричними
- між {\displaystyle A_{u}} та {\displaystyle B_{1u},} характери +1, +1, -1, -1 дозволяють віднести їх до {\displaystyle A_{u}} у групі {\displaystyle C_{2h}}
- між {\displaystyle B_{2g}} та {\displaystyle B_{3g}} (оскільки {\displaystyle \chi (C_{2})=1}) відноситься до {\displaystyle B_{g}}
- між {\displaystyle B_{2u}} й {\displaystyle B_{3u}} (оскільки {\displaystyle \chi (C_{2})=-1}), відноситься до {\displaystyle B_{u}.}